# Playing with My Heart (Alex Gaudino)
Playing with My Heart è un singolo del disc jockey e produttore discografico italiano Alex Gaudino, pubblicato il 28 gennaio 2013 dalle etichette discografiche 541 e Ultra Music.
Il brano, scritto da Jenson Vaughan, Jason Derulo, Alex Gaudino e Giuseppe D'Albenzio, vede la partecipazione del cantante canadese JRDN.

## Tracce
Download Digitale (541 / N.E.W.S.)
1. Playing With My Heart (Radio Edit) – 3:05
2. Playing With My Heart (Original Mix) – 8:00
3. Playing With My Heart (Simon De Jano Remix) – 5:03
4. Playing With My Heart (Bottai Remix) – 6:14
5. Playing With My Heart (Louis Rondina Remix) – 6:01

## Classifiche
| Classifiche (2013) | Posizione massima |
| ------------------ | ----------------- |
| Belgio (Fiandre)   | 52                |
| Belgio (Vallonia)  | 61                |